# 二氢白藜芦醇
二氢白藜芦醇是一种有机化合物，化学式C14H14O3，属于二氢芪类，在葡萄酒中发现。